# Кастельйон (футбольний клуб)
«Кастельйон» (ісп. CD Castellón) — іспанський футбольний клуб з міста Кастельйон-де-ла-Плана, в провінції Кастельон в автономному співтоваристві Валенсія. Клуб засновано у 1922 року, домашні матчі проводить на стадіоні «Ноу Естаді Касталія», що вміщує 16 000 глядачів.

## Історія
Найвищі досягнення «Кастельйона» припадають на 40-ї роки, коли команда постійно брала участь у Прімері. Найкращий результат команди - 4-те місце в Прімері в сезоні 1942/43. Після вильоту з Прімери 1947 року «Кастельйон» переважно грав у Сегунді, тричі піднімаючись у перший дивізіон іспанського футболу, але ніколи не затримуючись там більше, ніж на два сезони.

## Сезони за дивізіонами
| Сезон     | Рівень | Дивізіон         | Місце | Кубок Іспанії з футболу |
| --------- | ------ | ---------------- | ----- | ----------------------- |
| 1929      | 3      | Терсера Дивізіон | 3-тє  | чвертьфінал             |
| 1929—1930 | 3      | Терсера Дивізіон | 1-ше  | 1/8 фіналу              |
| 1930—1931 | 2      | Сегунда Дивізіон | 5-те  | чвертьфінал             |
| 1931—1932 | 2      | Сегунда Дивізіон | 7-ме  | 1/8 фіналу              |
| 1932—1933 | 2      | Сегунда Дивізіон | 10-те | 1/8 фіналу              |
| 1933—1934 | —      | —                | —     | —                       |
| 1934—1935 | —      | —                | —     | —                       |
| 1935—1936 | —      | —                | —     | —                       |
| 1939—1940 | 2      | Сегунда Дивізіон | 4-те  | —                       |
| 1940—1941 | 2      | Сегунда Дивізіон | 1-ше  | 1/8 фіналу              |
| 1941—1942 | 1      | Ла-Ліга          | 8-ме  | 1/8 фіналу              |
| 1942—1943 | 1      | Ла-Ліга          | 4-те  | 1/8 фіналу              |
| 1943—1944 | 1      | Ла-Ліга          | 5-те  | 1/8 фіналу              |
| 1944—1945 | 1      | Ла-Ліга          | 8-ме  | чвертьфінал             |
| 1945—1946 | 1      | Ла-Ліга          | 8-ме  | 1-й раунд               |
| 1946—1947 | 1      | Ла-Ліга          | 14-те | чвертьфінал             |
| 1947—1948 | 2      | Сегунда Дивізіон | 12-те | чвертьфінал             |
| 1948—1949 | 2      | Сегунда Дивізіон | 8-ме  | 4-й раунд               |
| 1949—1950 | 2      | Сегунда Дивізіон | 16-те | 2-й раунд               |
| 1950—1951 | 3      | Терсера Дивізіон | 3-тє  | —                       |

| Сезон     | Рівень | Дивізіон         | Місце | Кубок Іспанії з футболу |
| --------- | ------ | ---------------- | ----- | ----------------------- |
| 1951—1952 | 3      | Терсера Дивізіон | 6-те  | —                       |
| 1952—1953 | 3      | Терсера Дивізіон | 1-ше  | —                       |
| 1953—1954 | 2      | Сегунда Дивізіон | 5-те  | —                       |
| 1954—1955 | 2      | Сегунда Дивізіон | 12-те | —                       |
| 1955—1956 | 2      | Сегунда Дивізіон | 16-те | —                       |
| 1956—1957 | 2      | Сегунда Дивізіон | 20-те | —                       |
| 1957—1958 | 3      | Терсера Дивізіон | 2-ге  | —                       |
| 1958—1959 | 3      | Терсера Дивізіон | 12-те | —                       |
| 1959—1960 | 3      | Терсера Дивізіон | 2-ге  | —                       |
| 1960—1961 | 2      | Сегунда Дивізіон | 13-те | 1/16 фіналу             |
| 1961—1962 | 3      | Терсера Дивізіон | 3-тє  | —                       |
| 1962—1963 | 3      | Терсера Дивізіон | 10-те | —                       |
| 1963—1964 | 3      | Терсера Дивізіон | 1-ше  | —                       |
| 1964—1965 | 3      | Терсера Дивізіон | 1-ше  | —                       |
| 1965—1966 | 3      | Терсера Дивізіон | 1-ше  | —                       |
| 1966—1967 | 2      | Сегунда Дивізіон | 3-тє  | 1/16 фіналу             |
| 1967—1968 | 2      | Сегунда Дивізіон | 10-те | 1/16 фіналу             |
| 1968—1969 | 3      | Терсера Дивізіон | 1-ше  | —                       |
| 1969—1970 | 2      | Сегунда Дивізіон | 11-те | 1/16 фіналу             |
| 1970—1971 | 2      | Сегунда Дивізіон | 6-те  | 1/16 фіналу             |

| Сезон     | Рівень | Дивізіон         | Місце | Кубок Іспанії з футболу |
| --------- | ------ | ---------------- | ----- | ----------------------- |
| 1971—1972 | 2      | Сегунда Дивізіон | 2-ге  | 1/8 фіналу              |
| 1972—1973 | 1      | Ла-Ліга          | 5-те  | Фінал                   |
| 1973—1974 | 1      | Ла-Ліга          | 16-те | 1/8 фіналу              |
| 1974—1975 | 2      | Сегунда Дивізіон | 6-те  | 4-й раунд               |
| 1975—1976 | 2      | Сегунда Дивізіон | 12-те | 1-й раунд               |
| 1976—1977 | 2      | Сегунда Дивізіон | 14-те | 2-й раунд               |
| 1977—1978 | 2      | Сегунда Дивізіон | 14-те | 3-й раунд               |
| 1978—1979 | 2      | Сегунда Дивізіон | 11-те | 1-й раунд               |
| 1979—1980 | 2      | Сегунда Дивізіон | 5-те  | 4-й раунд               |
| 1980—1981 | 2      | Сегунда Дивізіон | 1-ше  | 4-й раунд               |
| 1981—1982 | 1      | Ла-Ліга          | 18-те | 3-й раунд               |
| 1982—1983 | 2      | Сегунда Дивізіон | 15-те | 1-й раунд               |
| 1983—1984 | 2      | Сегунда Дивізіон | 10-те | 1/8 фіналу              |
| 1984—1985 | 2      | Сегунда Дивізіон | 12-те | чвертьфінал             |
| 1985—1986 | 2      | Сегунда Дивізіон | 5-те  | 1/8 фіналу              |
| 1986—1987 | 2      | Сегунда Дивізіон | 4-те  | 4-й раунд               |
| 1987—1988 | 2      | Сегунда Дивізіон | 11-те | чвертьфінал             |
| 1988—1989 | 2      | Сегунда Дивізіон | 1-ше  | 3-й раунд               |
| 1989—1990 | 1      | Ла-Ліга          | 14-те | 2-й раунд               |
| 1990—1991 | 1      | Ла-Ліга          | 19-те | 4-й раунд               |

| Сезон     | Рівень | Дивізіон           | Місце | Кубок Іспанії з футболу |
| --------- | ------ | ------------------ | ----- | ----------------------- |
| 1991—1992 | 2      | Сегунда Дивізіон   | 15-те | 1/8 фіналу              |
| 1992—1993 | 2      | Сегунда Дивізіон   | 10-те | 4-й раунд               |
| 1993—1994 | 2      | Сегунда Дивізіон   | 17-те | 4-й раунд               |
| 1994—1995 | 3      | Сегунда Дивізіон Б | 4-те  | 2-й раунд               |
| 1995—1996 | 3      | Сегунда Дивізіон Б | 6-те  | 1-й раунд               |
| 1996—1997 | 3      | Сегунда Дивізіон Б | 9-те  | 1-й раунд               |
| 1997—1998 | 3      | Сегунда Дивізіон Б | 5-те  | —                       |
| 1998—1999 | 3      | Сегунда Дивізіон Б | 9-те  | —                       |
| 1999—1900 | 3      | Сегунда Дивізіон Б | 7-ме  | —                       |
| 2000—2001 | 3      | Сегунда Дивізіон Б | 10-те | 1-й раунд               |
| 2001—2002 | 3      | Сегунда Дивізіон Б | 13-те | 1-й раунд               |
| 2002—2003 | 3      | Сегунда Дивізіон Б | 1-ше  | —                       |
| 2003—2004 | 3      | Сегунда Дивізіон Б | 4-те  | 2-й раунд               |
| 2004—2005 | 3      | Сегунда Дивізіон Б | 4-те  | 2-й раунд               |
| 2005—2006 | 2      | Сегунда Дивізіон   | 12-те | 1-й раунд               |
| 2006—2007 | 2      | Сегунда Дивізіон   | 14-те | 1/16 фіналу             |
| 2007—2008 | 2      | Сегунда Дивізіон   | 5-те  | 2-й раунд               |
| 2008—2009 | 2      | Сегунда Дивізіон   | 7-ме  | 1/16 фіналу             |
| 2009—2010 | 2      | Сегунда Дивізіон   | 22nd  | 2-й раунд               |
| 2010—2011 | 3      | Сегунда Дивізіон Б | 10-те | 2-й раунд               |

| Сезон     | Рівень | Дивізіон           | Місце | Кубок Іспанії з футболу |
| --------- | ------ | ------------------ | ----- | ----------------------- |
| 2011—2012 | 4      | Терсера Дивізіон   | 9-те  | —                       |
| 2012—2013 | 4      | Терсера Дивізіон   | 4-те  | —                       |
| 2013—2014 | 4      | Терсера Дивізіон   | 15-те | —                       |
| 2014—2015 | 4      | Терсера Дивізіон   | 1-ше  | —                       |
| 2015—2016 | 4      | Терсера Дивізіон   | 3-тє  | 2-й раунд               |
| 2016—2017 | 4      | Терсера Дивізіон   | 4-те  | —                       |
| 2017—2018 | 4      | Терсера Дивізіон   | 2-ге  | —                       |
| 2018—2019 | 3      | Сегунда Дивізіон Б | 15-те | 2-й раунд               |
| 2019—2020 | 3      | Сегунда Дивізіон Б | 1-ше  | 1-й раунд               |
| 2020—2021 | 2      | Сегунда Дивізіон   |       |                         |

## Досягнення
- Кубок Іспанії
  - Фіналіст: 1972/73
- Сегунда
  - Віце-чемпіон (3): 1940/41, 1980/81, 1988/89
- Сегунда B
  - Переможець: 2002/03